# Bronisław Gabara
Bronisław Gabara pseud. Borys, Józef, Lemiesz, Morwit, Mustakow (ur. 16 sierpnia 1892 w Łodzi, zm. 16 sierpnia 1956 tamże) – działacz komunistyczny, funkcjonariusz MBP.

## Życiorys
Syn łódzkiego robotnika Józefa. Nie uczęszczał do szkoły; był samoukiem. Od 1905 był przędzalnikiem. W 1906 został aresztowany za udział w strajku. Po wybuchu I wojny światowej zmobilizowany do armii rosyjskiej, 1916–1918 w niewoli niemieckiej. Po zwolnieniu i powrocie do Łodzi pod koniec 1918 został powołany do WP, w którym służył jako plutonowy w batalionie telegraficznym do października 1920. Od 1920 członek KPRP/KPP, od 1923 sekretarz komórki fabrycznej tej partii. Od 1928 był sekretarzem Komitetu Dzielnicowego (KD) KPP dzielnicy Górna, a od 1929 kierownikiem Wydziału Zawodowego Komitetu Okręgowego (KO) KPP w Łodzi. Współorganizator tzw. czerwony związek włókniarzy i następnie grup lewicy związkowej. W grudniu 1930 był w składzie Tymczasowego Komitetu Strajkowego. W 1931 skierowany do pracy w Wydziale Wojskowym Obwodu Węglowego (obejmującego Zagłębie Dąbrowskie, Górny Śląsk i Kraków). W 1932 na polecenie władz KPP uczył się w szkole partyjnej w ZSRR. Po powrocie pracował w Wydziale Wojskowym KC KPP na terenie tzw. Obwodu Rolnego (obejmującego Lublin, Radom, Kielce, Siedlce). Działacz lewicowej frakcji Związku Zawodowego Robotników i Robotnic Przemysłu Włókienniczego w Polsce. Aktywnie uczestniczył w konferencji delegatów fabrycznych Związku. W 1937 reprezentował KO KPP w pertraktacjach jednolitofrontowych z Okręgowym Komitetem Robotniczym (OKR) PPS. Krótko ukrywał się w Czechosłowacji. W II RP był kilkakrotnie więziony za działalność komunistyczną, m.in. 1924–1928, 1934–1936 (w kieleckim więzieniu był starostą komuny więziennej), a od czerwca 1938 do marca 1939 osadzony w obozie w Berezie Kartuskiej. W październiku 1939 został aresztowany przez Gestapo, dwa miesiące później zbiegł i przedostał się do ZSRR, gdzie najpierw był robotnikiem w kopalni „Jegorszyno” w obwodzie swierdłowskim (jekaterynburskim), później funkcjonariuszem NKWD w Swierdłowsku (Jekaterynburgu), potem majstrem tkackim w Kalininie (Twerze). Po ataku Niemiec na ZSRR w czerwcu 1941 na krótko zmobilizowany do Armii Czerwonej. W 1943 wstąpił do 1 Dywizji Piechoty im. Tadeusza Kościuszki, w której był w stopniu kapitana zastępcą dowódcy pułku zapasowego. 18 września 1944 wstąpił do UB i PPR i został naczelnikiem więzienia na zamku lubelskim. Rozkazem ministra bezpieczeństwa Stanisława Radkiewicza z 24 października 1944 został zwolniony ze służby za współżycie z uwięzionymi volksdeutschkami, urządzanie z nimi pijackich libacji i wyprowadzanie ich w tym celu z więzienia oraz utrudnianie prowadzenia śledztwa przeciwko protegowanym przez niego volksdeutschkom. Później był kierownikiem tkalni w Zakładach Przemysłu Wełnianego im. 9 maja. W latach 1950–1954 kierownik Zarządu Remontowo-Montażowego Spółdzielni „Osnowa”. W 1954 został wicedyrektorem Izby Rzemieślniczej. W 1956 przywrócono mu członkostwo w partii. Pochowany na cmentarzu Doły w Łodzi. Pośmiertnie został odznaczony Krzyżem Komandorskim Orderu Odrodzenia Polski.
Jego żoną była Marianna z d. Borowiak, również działaczka komunistyczna.